# Fadip industrija fleksibilnih cevi
Fadip IFC (Industrija fleksibilnih cevi) bilo je preduzeće u sastavu sistema "Fadip Holding” u Bečeju čiji je program obuhvatao proizvodnju hidrauličkih gumenih cevi za srednje i visoke pritiske, cevi za avijaciju kao i mašine za montažu i ispitivanje hidrauličkih crevovoda.

## Istorijat
Realizacijom zajedničkog poduhvata između Fadipa i Jugohemije kao domaćih organizacija i Danlopa i Međunarodne korporacije za investicije u Jugoslaviji, 1972. godine osnovana je fabrika za proizvodnju hidrauličkih fleksibilnih cevi pod skraćenim nazivom "Fadip IFC". Prvi kadrovi vrednih i ambicioznih radnika koji su se brzo osposobljavali za najstručnija radna mesta bili su: Radomir Glamočanin, generalni direktor Fadip Holdinga; Blagoje Bjekić direktor društva Fadip IFC-a; Gliša Glavaški, tehnički direktor; Mihajlo Šević, direktor marketinga. Novoizgrađena fabrika brzo je počela sa radom i osvajanjem proizvodnje visoke tehnologije i kvaliteta.

### Proizvodni program
Prvi deo proizvodnog programa činilа su hidraulička creva za protok različitih fluida,niskog,srednjeg i visokog pritiska,primenjene u hidraulici i pneumatici. Izrađivali su se u preko stotinu različitih varijanti kao i prema posebnim zahtevima kupca. Drugi deo proizvodnog programa činile su brzorastavljive spojnice, kao i ostali priključni elementi izrađivani u više od 6000 različitih oblika i izvedbi koji obezbeđuju vezu, odnosno ugradnju hidrauličkih creva na objekte za koje su namenjene. Finalni proizvod činio je komplet sastavljen od hidrauličnih creva i potrebnog broja priključnih elemenata.
Fadip IFC je za sve proizvode koje je prodavao izdavao ateste po svetskim ili nacionalnim standardima IS,SAE,BS,DIN,GOST,JUS i drugi.

### Tržište plasmana proizvoda
Industrija hidraulike, automobilska industrija, industrija poljoprivrednih i građevinskih mašina, prehrambena industrija, industrija mašina alatljika.
Prve isporuke hidrauličkih cevi, počele su krajem 1973. i početkom 1974. godine jugoslovenskim fabrikama, a zatim su se pojavile i u zemljama Evrope, kao i  ostalim zemljama sveta. Sopstvenim razvojem i saradnjom Vojnog zavoda iz Batajnice osvojena je i  proizvodnja vojnih vazduhoplovnih cevi. U godinama najvećeg poslovnog uspeha Fadip IFC je izvozio od 1/2 do 2/3 vrednosti prodaje. U godini najveće prodaje 1988. izvoz creva i priključaka je dostigao 80% celokupne prodaje dok je prosečna godišnja vrednost izvoza iznosila od 20 do 25 miliona dolara, a izvoz je vršen u 45 zemalja sveta. Najveći kupac je bila Sovjetska armija gde su “Fadipova” hidraulička creva ugrađivana u ruske vazduhoplove, oklopnu mehanizaciju i pomorska plovila.

###### Zapadnoevropske zemlje
Najznačajniji i  kupci i dobavljači bili su:
- Aeroquip, Nemačka (prodaja priključaka za uvoz creva specijalne namene)
- Tekalemit, Francuska (državni ugovor Francuske i Jugoslavije za jačanje saradnje proizvođača aviona Airbus i Jat-a)
- Pirelli, Italija (prodaja creva visokog pritiska sa priključcima, i uvoz nedostajućeg asortimana creva koje je proizvodio Pirelli)

Uz pomoć Danlopovog marketinga creva visokog pritiska su prodavana i u Americi.

## Kriza tržišta i privatizacija
Posle raspada SFRJ, hiperinflacije i uvođenja sankcija od strane Saveta Bezbednosti UN, vrednost izvoza pala je na 1-1,5 miliona dolara godišnje.Nakon sprovođenja monetarne reforme 1994 godine usledio je postepeni oporavak izvoza tako da je u 1995 godini iznosio 3 miliona dolara,1996 godine 3,6 miliona dolara, a 1997 godine 4,4 miliona dolara nakon čega je postepeno padala vrednost izvoza.
Jedini ponuđač na tenderu za prodaju bila je Ruska kompanija “ZAO Metalorukav” koja  je 2007 godine kupila 45,3% kapitala Fadip Holding-a.Međutim 2009 godine raskinut je kupoprodajni ugovor zbog nepostojanja kontinuiteta proizvodnje i zbog raspolaganja imovinom preduzeća suprotno odredbama kupoprodajnog ugovora.
Pokretanjem stečajnog postupka 2010 godine među zavisnim društvima Fadip Holding-a, Fadip IFC je bio ponuđen na prodaju kao pravno lice sa imenom tehnologijom mašinama i halama. Danas posluje kao novoosnovano preduzeće "Proizvodni Centar Fadip" u Bečeju, zadržavajući tržišnu prepoznatljivost i elemente za stvaranje konkurentnog kvaliteta proizvoda.

## Literatura
- Glamočanin Radomir : "Priča o Fadipu 1 deo. Bečej:R.Glamočanin,2005 (Bečej : Proleter) COBISS.SR-ID 201847559